# Шестопалов Борис Борисович
Шестопалов Борис Борисович (28 січня 1967 рік, місто Запоріжжя) — український підприємець у сфері агріфуд, співвласник «HD-group» та «GFSGROUP», кандидат економічних наук
| Народився        | 28 січня 1967 року, місто Запоріжжя                                                   |
| Громадянство     | Україна                                                                               |
| Національність   | Українець                                                                             |
| Alma mater       | Запорізький машинобудівний інститут (1993), Національний технічний університет (2001) |
| Вчений ступінь   | Кандидат економічних наук                                                             |
| Сфера діяльності | Співзасновник HD-group та GFSGROUP                                                    |
| Сім'я            | Дружина — Марина, діти — Данило та Анастасія                                          |

### Освіта
У 1984 році Шестопалов Борис Борисович закінчив середню школу № 2 міста Запоріжжя.
У 1993 році здобув першу вищу освіту за спеціальністю «Інженер-електромеханік» у Запорізькому машинобудівному інституті.
У 2001 році отримав диплом за спеціальністю «Фінансист» у Запорізькому Національному технічному університеті.
У 2004 році закінчив аспірантуру та підготував до захисту кандидатську дисертацію за темою: «Удосконалення управлінських структур об'єднань підприємств (холдингів) на основі моделювання й оптимізації єдиної фінансово-економічної бази даних».
В 2006 року отримав науковий ступінь, вчене  звання кандидата економічних наук.

### Кар'єра
Шестопалов Борис Борисович розпочав свою професійну діяльність у 1989 році. В період з 1991 року по 1992 рік обіймав посаду  заступника генерального директора ТОВ «Аско ЛТД и К».  
В 1992—1997 роках працював фінансовим директором виробничо-комерційного об'єднання  «Крок Лтд» та з 1998 декілька років був консультантом з економічних питань в ТОВ «Велика транспортна компанія».
У 1999 році став співзасновником групи компаній «Хлібодар» (зараз HD-group). До складу компанії входять підприємства з зернопереробки; заводи з виробництва хлібобулочних та борошняних кондитерських виробів; завод з виробництва джемів, варення; бакалія; компанія з організації логістичних послуг та компанія з організації закупівель.
У 2014 році заснував GFSGROUP, що виробляє продукти харчування у форматі «Ready meals», «Food to GO».

### Нагороди та громадські ініціативи
Шестопалов Борис Борисович обіймає посаду Віце-Президента у Всеукраїнській асоціації пекарів, є членом аграрного комітету Спілки українських підприємців та спілки «Борошномели України», з 09.05.2017 року виконує місію почесного консула Республіки Австрія у м. Запоріжжя.
За значний  внесок  у  реформуванні національної економіки, розвиток підприємства та ринкової інфраструктури, високі досягнення  у професійній діяльності Борис Борисович нагороджений почесною грамотою Кабінету Міністрів України (№ 8655 від 03.09.2004 р.).

### Захоплення
Театр, дайвінг, бадмінтон, мотоцикл, горні лижі, водні види спорту.
1. ↑  TM HD-group - вертикально інтегрована компанія з фокусом на В2В клієнта. hd-group.ua - Agrifood & Service Company (укр.). Архів оригіналу за 13 січня 2020. Процитовано 13 січня 2020.
2. ↑  Global Food System (рос.). Архів оригіналу за 13 січня 2020. Процитовано 13 січня 2020.